# Anja Huber
Anja Huber (n. 20 mai 1983, Berchtesgaden, Bavaria, Germania) este o sportivă ce a reprezentat Germania, medaliată olimpică. A participat la 3 ediții ale Jocurilor Olimpice (2006, 2010, 2014) în care a câștigat o medalie de bronz.